# Lancers de Windsor
 (octobre 2024).

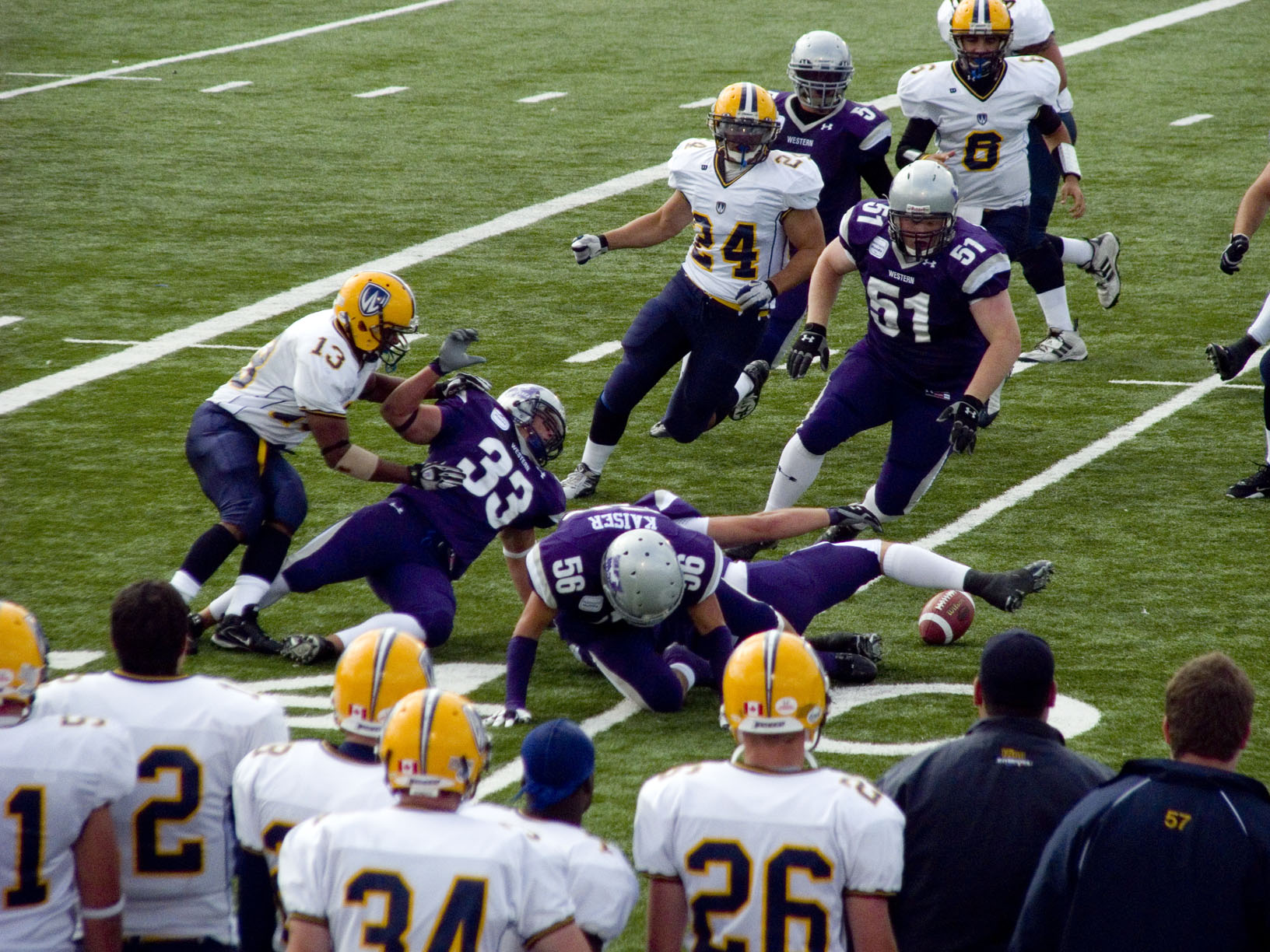
Match de football américain entre les Lancers de Windsor et les Western Mustangs en 2008.

Les Lancers de Windsor sont l’équipe sportive de l’Université de Windsor en Ontario (Canada).
Leur mascotte est un lancier.

## Athlètes célèbres
- Miah-Marie Langlois[3]
- Jessica Clémençon[4]